# Ilya Salkind
Ilya Juan Salkind Dominguez (Cidade do México, 27 de agosto de 1947), mais conhecido por Ilya Salkind, é um diretor de filmes e produtor de televisão, conhecido por inúmeros trabalhos para o live-action sobre filmes de Superman dos anos 70 e dos anos 80 ao lado de seu pai, Alexander Salkind.. Ele era casado com Jane Cecil Chaplin.